# 유엔 안전 보장 이사회

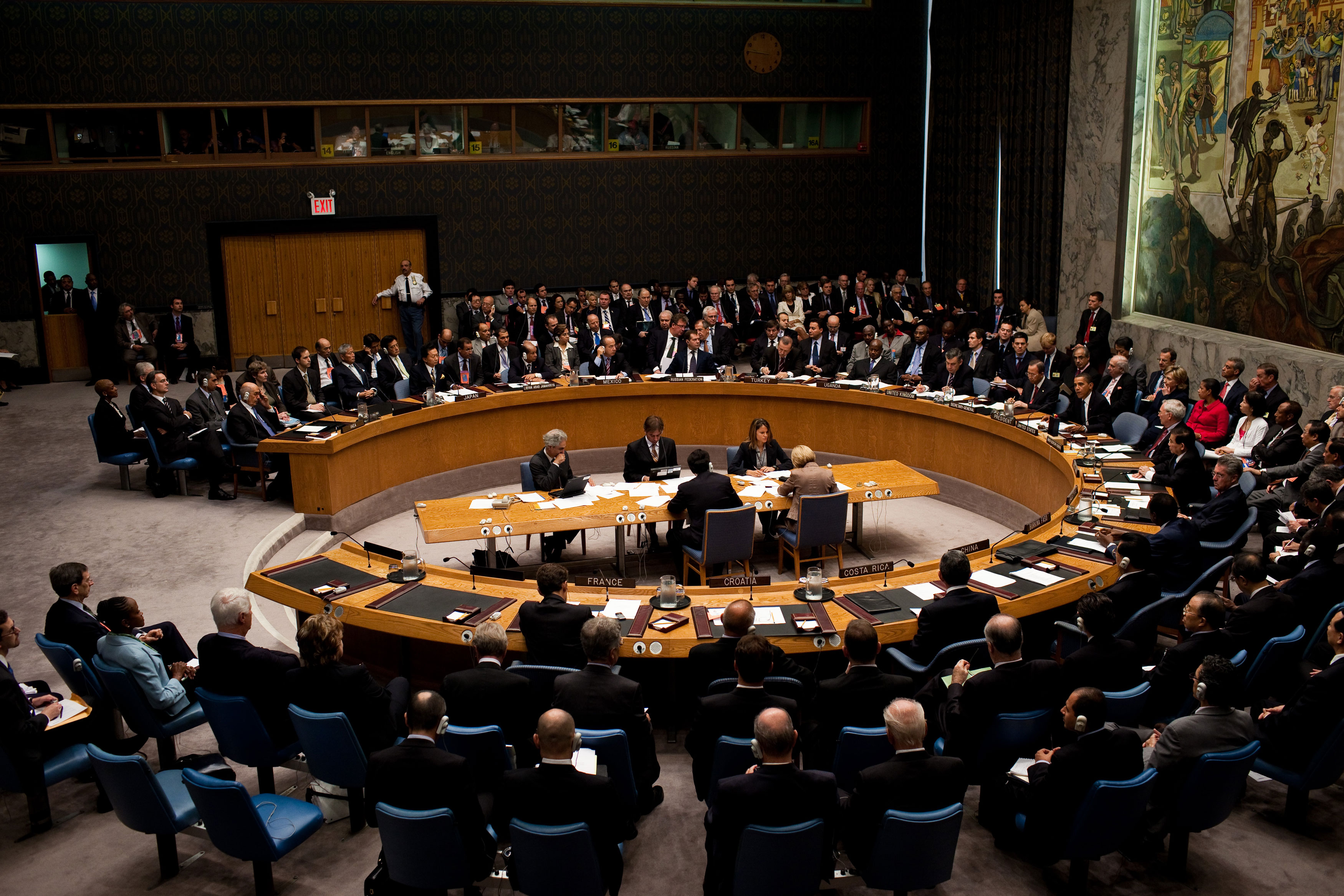
유엔 안전 보장 이사회의 회의 모습

유엔 안전 보장 이사회(UN安全保障理事會, 영어: United Nations Security Council, UNSC)는 회원국의 평화와 안보를 담당하는 유엔의 한 기관이다. 대한민국에서는 간략하게 안보리(安保理)로 줄여 말한다. 유엔 다른 기관들이 회원국 정부에 관해 조언만 할 수 있는 것과 대조적으로, 안전 보장 이사회 결정은 거해 회원국들이 반드시 이행하게 되어 있다.

## 유엔 안전 보장 이사회의 역할
유엔 국제 공동 안보 역할은 유엔 헌장에 정의되어 있으며, 유엔 헌장은 안전 보장 이사회가 국제 평화를 위협하는 상황을 조사할 권한을 부여 한다. 즉, 국제 간 분쟁 발생에 관해 이것을 평화적으로 해결할 절차를 권고한다.
항공 통신, 우편, 라디오 통신 수단 뿐만 아니라 경제 관계를 완전히 또는 부분적으로 방해하거나 외교 관계를 단절시키도록 다른 회원국에 요청하여 유엔 안전 보장 이사회의 권한을 행사한다. 특히 유엔 안전 보장 이사회 권한은 방대하여, 그 결정을 군사적으로 또는 필요한 모든 수단을 통해 시행할 수 있다. 안전 보장 이사회는 또한 새로운 유엔 사무총장을 총회를 통해서 추천하고 유엔 회원국에 가입을 권장하는 새로운 국가를 추천하는 기능도 수행한다.
안보리 의장의 역할은 의제를 설정하고 회의를 주재하며 위기 상황을 감독하는 것이다. 대통령은 전체 안보리가 추구할 수 있는 의도를 선언하는 데 사용되는 대통령 성명서와 노트를 모두 발행할 수 있다. 안보리 의장직은 각 회원국이 회원국 이름의 영문 알파벳 순서에 따라 매달 차례로 맡는다.
오늘날 전세계에서 발생하는 다양한 형태의 분쟁, 갈등, 그리고 문제에 대해서 공개 회의를 개최한다. 이는 북한의 미사일 발사 실험, 러시아-우크라이나 전쟁, 이스라엘-팔레스타인 분쟁 등 다양한 영역을 다루고 있다. 안보리 공개 회의에 참석한 각국의 대표들은 각국의 입장을 피력하고, 다른 국가들의 반응과 입장, 그리고 현안에 대한 기류를 확인한다.

## 이사국 목록
안전 보장 이사회는 상임이사국 5개국(미국, 영국, 프랑스, 러시아, 중국)과 2년 임기의 비상임이사국 10개국을 합하여 총 15개국으로 구성된다.

### 상임이사국과 비상임이사국
유엔 안보리는 예전 제2차 세계 대전 연합국 50개국 중 5개국의 상임이사국과 10개국의 비상임이사국으로 구성되어 있다. 상임이사국의 거부권은 헌장 개정을 하지 않으면 제한될 수 없는데 이 헌장 개정에도 거부권이 있다. 그래서 상임이사국의 의견이 일치하지 않는 한 어떠한 문제도 해결되지 않는 것이 안보리의 가장 큰 문제점으로 지적되고 있다. 또한 제2차 세계 대전에 참전했던 연합국 50개국 중에 5개 국가만이 상임이사국인 이유도 현재 비상임이사국들의 비판이 존재한다. 당시 연합국 중 미국, 영국, 프랑스, 소련은 추축국을 상대로 확실한 승전국이지만 일본 제국 지배하의 별다른 활약이 없었던 중화민국이 유엔 안전 보장 이사회 상임이사국이 된 것에 대해서는 미국의 소련 견제 때문이였다는 평가가 크며, 이런 비상임이사국들의 비판에 의해 독일, 일본 등의 국가들이 상임이사국의 지위를 얻으려 하고 있으나 안전보장이사회 개편은 헌장 개헌이 필요하기 때문에 안전보장이사회 개편은 아직 이루어지고 있지 않다. 중화인민공화국의 경우 1971년 10월의 제26차 유엔 총회에서 채택된 유엔 총회 결의 제2758호에 의해 중화민국(타이완)의 반대에도 상임이사국이 되었다.

### 비상임이사국
비상임이사국의 임기는 2년이며 중임은 가능하나 연임은 불가능하고, 유엔 총회에서 지리적 균형을 감안해 선출된다. 유엔 총회에서 가맹국의 무기명 투표로 매년 반수를 다시 선출한다. 선출에는 3분의 2 이상의 찬성이 필요한데, 해당국이 없을 때에는 다시 투표한다. 브라질과 일본은 10번 선출되어 세계 최다 선출국이다. 아프리카에서 세 자리, 중남미와 아시아에서 각각 두 자리, 동유럽에서 한 자리, 서유럽과 그 외의 나라에서 두 자리를 차지한다. 아시아와 아프리카의 다섯 자리 중 네 자리는 비아랍, 한 자리는 아랍 국가의 몫이며, 서아시아와 북아프리카에서 교대로 차지한다.

## 안보리 개혁
국경선의 개념이 점차 희미해지고, 정보통신과 기술의 발전으로 세계화가 활발하게 이루어짐에 따라서, 오늘날 더 많고 다양한 문제가 국제사회에서 발생하고 있다. 이는 국가 간 및 국가 내 영토 분쟁, 국가 내 인종 갈등, 그리고 환경, 인권, 그리고 민주주의에 관련한 것이다. 안보리 체제가 2차대전 이후 형성된 가운데 현재 사안들에 대하여 적극적으로 해결하고 있지 못한다는 비판이 점차 증가하고 있다. 특히 특정 상임이사국의 국익에 따라서 안보리의 역할이 저해되고 있다는 점도 자주 지적되고 있다. 이러한 문제점들이 제기되는 가운데, 상임이사국 증설, 비상임이사국 증설 등 요구가 이뤄지고 있다.

### G4 국가 상임이사국 추가
독일, 인도, 일본, 브라질 등의 이른바 G4 국가들을 상임이사국에 추가하는 것을 포함한 개혁안이 있다. 이들 국가들은 경제 성장과 국제사회에서 정치력 확장을 통해서 이러한 주장을 고수하고 있다. 이에 대해 대한민국, 멕시코, 스페인, 아르헨티나, 이탈리아, 캐나다, 파키스탄 등은 커피 클럽(Coffee Club)을 결성해서 독일을 비롯한 G4 국가들의 상임이사국 진출에 대해서 반대하고 있다.

### 아프리카 및 중남아메리카 출신 국가 상임이사국 추가
그 외에도 기존 유엔안보리 체제에서 발언할 기회가 없었던 아프리카 지역에서도 아프리카 연합을 필두로 상임이사국 지위를 요구 및 비상임이사국의 규모 확대를 요구하고 있다. 아프리카에서는 이집트, 나이지리아 및 남아프리카공화국이, 중남아메리카에서는 브라질이 이를 강력하게 요구하고 있다. 2005년 일본과 독일, 그리고 아프리카연합 대표단은 상임이사국 추가 제안에 대한 합의를 시도한 적이 있다. 2024년에 미국은 안보리가 확대될 경우 아프리카 국가들을 위한 안보리 상임 의석 2개를 창설할 것을 제안할 가능성이 있습니다.

## 국제 사법 재판소의 판결 집행
국제 사법 재판소(ICJ)의 판결에 따라 안전 보장 이사회는 이를 집행하고, 감독할 의무가 있다.

## 상임이사국의 거부권
안전 보장 이사회의 안건은 중요사항과 절차사항으로 나뉘는데, 절차사항인 안건은 단순 9개국 중요사항인 안건은 상임이사국 5개국을 모두 포함한 9개국 이상의 찬성표가 있을 경우 안건이 통과된다. 상임이사국이 거부권(veto)을 행사할 경우 다른 모든 이사국이 찬성하더라도 해당 안건의 통과를 막을 수 있는데 이는 어떠한 안건이 중요사항인지 절차사항인지 결정하는 안건은 중요사항으로 처리하기 때문이다. 이를 이중 거부권이라 한다. 참고로 유엔에서는 기권은 의사의 진행을 반대하는 방향으로 해석하지 않으므로 상임이사국의 기권은 거부권으로 해석하지 않는다. 어떤 상임이사국의 반대에도 불구하고 해당 안건이 의결되길 바란다면, 안전 보장 이사회의 안건에서 완전히 삭제하여 유엔 총회에 안건을 이전할 수 있다. 안건을 선택하는 것은 절차사항으로 처리되기 때문이다. 그러므로 단순 9개국 이상의 찬성으로도 상임이사국의 거부권을 어느 정도 견제할 수 있다. 또한 상임이사국의 기권은 거부권이 될 수 없다는 제한 또한 존재한다. 따라서 거부권 행사 또한 국제 관계에서 부담이 결정이기 때문에 강대국일수록 거부권의 사용 빈도가 높은 성향을 보인다.
거부권이 대표적으로 활용되는 경우가 바로 유엔의 신규 가입국에 대한 것이다. 대한민국은 유엔 가입을 시도하였으나 번번히 소련의 거부권에 의해서 유엔 가입의 좌절을 맛봤다. 조선민주주의인민공화국도 미국과 프랑스, 영국의 거부권 행사로 가입에 실패하였다. 또한 유엔 안보리 결의안에 대해서 자국의 이익과 불일치할 경우에도 거부권이 종종 행사된다. 대표적으로 이스라엘-팔레스타인 휴전 결의안에 대해서 미국은 거부권을 행사하였다.
안전 보장 이사회가 생긴 이후 거부권을 미국은 81번을, 영국은 32번을, 프랑스는 18번을, 러시아는 122번을, 중국은 5번을 각각 행사했다. 러시아가 행사한 거의 대부분의 거부권은 이사회가 생긴 후 초반 10년 사이에 이뤄졌으며, 1984년 이후의 거부권 행사는 미국 43번, 영국 10번, 프랑스 3번, 러시아 4번, 중국 2번이다.
일부 평화주의자들은 지속적으로 상임이사국의 횡포를 막기 위해 거부권 전면 폐지를 주장해왔다. 대표적인 폐지론자로 대한민국의 평화운동가 한상진, 남아프리카공화국의 평화운동가 넬슨 만델라 등이 있다.

## 같이 보기
- 유엔 안전 보장 이사회 결의안
- 유엔 안전 보장 이사회 이사국 목록
- 유엔 안전 보장 이사회 대북제재위원회